# Kościół św. Wawrzyńca w Mąkowarsku
Kościół świętego Wawrzyńca w Mąkowarsku – rzymskokatolicki kościół parafialny należący do parafii pod tym samym wezwaniem (dekanat koronowski diecezji pelplińskiej).
Jest to świątynia wzniesiona w latach 1790–91, następnie została powiększona i przekształcona pod koniec XIX wieku. Nawa kościoła jest dwurzędowa i zbliżona kształtem do kwadratu, część nowsza posiada półkolistą elewację zachodnią. Do wyposażenia świątyni należą: krucyfiks w stylu barokowym z XVIII wieku, ołtarz główny, pochodzący z początku XVIII stulecia, trójosiowy, chrzcielnica w stylu regencji, wykonana około 1740 roku, dwa konfesjonały w stylu rokokowo-klasycystycznym.